# جيلبرت باركر

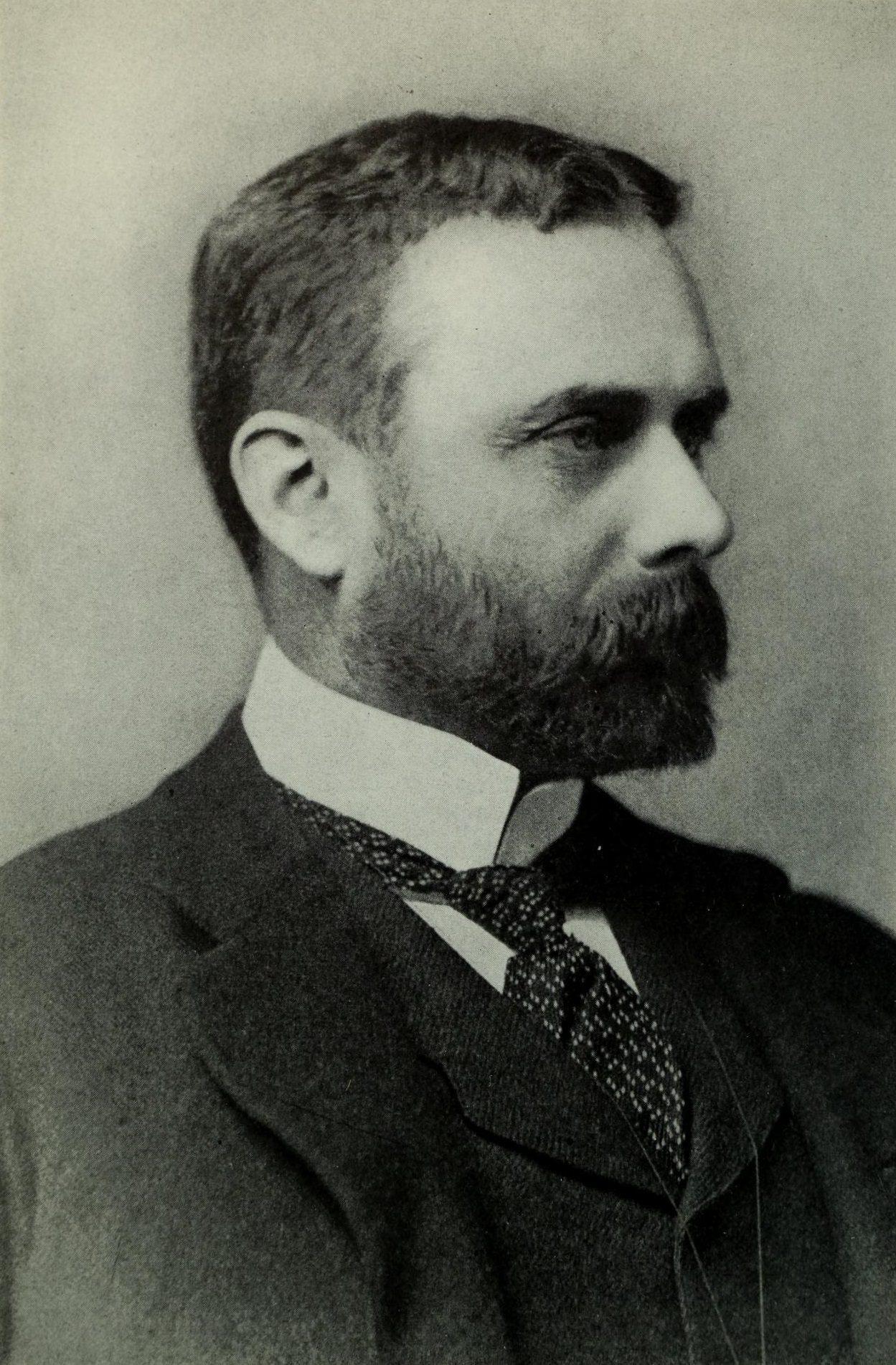
بورتريه : السير جيلبرت باركر

جيلبرت باركر ، هو السير هوراشيو جيلبرت جورج باركر، بالإنجليزية: Sir Gilbert Parker, 1st Baronet، ولد في 23 نوفمبر 1862 وتوفي في 6 سبتمبر 1932، روائي كندي، وسياسي بريطاني، برع في كتابة الرواية التاريخية بالجمع بين التشخيص المفعم بالحياة ودقة في التفاصيل التاريخية. ومن أشهر أعماله: «معركة الأقوياء»:The Battle of the Strong

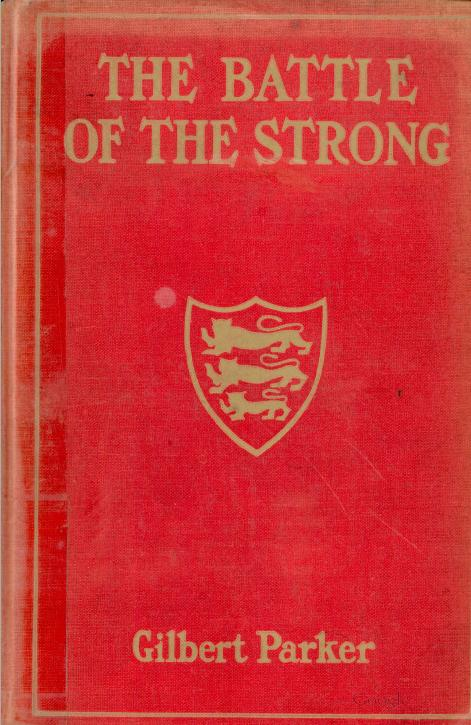
غلاف رواية معركة الأقوياء، جيلبرت باركر

## حياته[6]
السير جيلبرت باركر هو ابن الكابتن جوزيف باركر (Joseph Parker)، ولد في شرق كامدن، أدينغتون، أونتاريو، وتلقى تعليمه في جامعة ترينت - أوتاوا. وبدأ حياته المهنية كمدرس في كلية أونتاريو للصم والبكم (في بيلفيل، أونتاريو). ثم عاد للتدريس وإلقاء المحاضرات في كلية جامعة ترينت التي درس فيها. وفي عام 1886 ذهب إلى أستراليا، ولبعض الوقت أصبح محررا مشاركا في الصحيفة اليومية (سيدني مورنينغ هيرالد)، بعد ذلك، راح يتنقل ويسافر على نطاق واسع في المحيط الهادئ، وأوروبا، وآسيا، ومصر، وجزر بحر الجنوب، وبعد ذلك إلى شمال كندا. خلال ذلك بدأ في اكتساب سمعة متنامية في لندن ككاتب للخيال الرومانسي، فاستقر في لندن بعد العام 1889، وفي ديسمبر 1895 تزوج من (ايمي فانتين) وهي وريثة ثرية، من مدينة نيويورك، ابنة (اشلي فانتين).

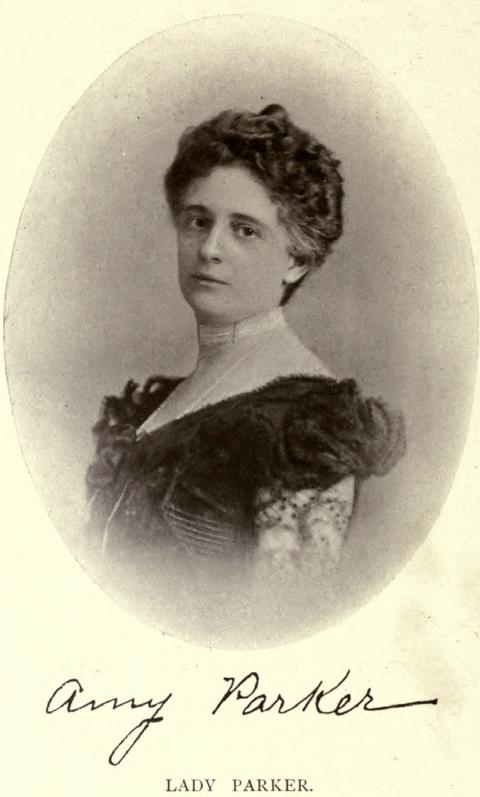
السيدة ايمي باركر ، بورترايه لأيليوت آند فراي

## أعماله ومؤلفاته[7]
تميزت أعمال وروايات باركر لأنها بحثت، لأول مرة، في موضوع وتاريخ وحياة الكنديين الفرنسيين. فحصل على سمعة أدبية خاصة ارتكزت على أعمال ذات نوعية جيدة مثيرة، تعتمد الوصف؛ وتصدرت ثلاثة من أعمال باركر قائمة الروايات الأكثر مبيعاً في الولايات المتحدة خلال 10 سنوات، احتلّت اثنتان منها الصدارة لمدة عامين على التوالي. وأهم أعماله المنشورة:
- بيير وشعبه (Pierre and his People (1892
- السيدة فالشوين (Mrs. Falchion (1893
- مسار السيف (The Trail of the Sword (1894
- عندما جاء فالموند إلى بونتياك (When Valmond came to Pontiac (1895
- مغامرة الشمال الجليدي (An Adventurer of Icy North(1895
- مقاعد القدير (The Seats of the Mighty (1896
- معركة الأقوياء (The Battle of the Strong (1898
- زقاق بلا عودة (The Lane that Had No Turning (1900
- حق الطريق (The Right of Way (1901
- دونوفان باشا (Donovan Pasha (1902
- معركة الأقوياء (The Battle of the Strong (1898
- النساجون (The Weavers (1907
- الأضواء الشمالية (Northern Lights (1909
- بيت القضاء (The Judgment House (1913

## أنشطة أخرى

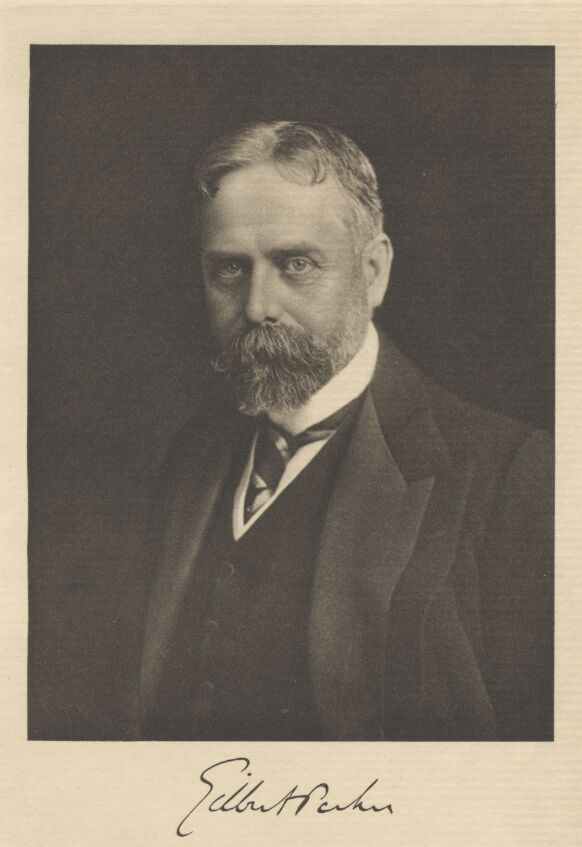
جيلبرت باركر

كان باركر يكتب الشعر، ولأنه كان يمتلك شبكة علاقات في كندا وخبرة في أستراليا وأماكن أخرى، صنع من نفسه إمبرياليا سياسيا وبدأ بتكريس نفسه إلى حد كبير في الحياة السياسية. مع احتفاظه بالعمل الأدبي، واجتهد وثابر حتى انتخب لـ مجلس العموم مقاعد المحافظين وبقي نائبا حتى العام 1918 .
وفي العام 1902 حصل باركر على وسام من الملك إدوارد، لجهوده في خدمة الأدب الكندي، وفي السنوات اللاحقة عزز منصبه في حزب المحافظين، لا سيما من طريقة عمله الحيوية خلال الحرب العالمية الأولى حيث قام بتنظيم الدعاية البريطانية تجاه الولايات المتحدة.

## وفاته
توفي جيلبرت باركر في لندن - بريطانيا في 6 سبتمبر 1932 ودفن يوم 26 سبتمبر في بيلفيل، أونتاريو. وكان واحدا من حاملي النعش رئيس وزراء كندا آنذاك: ريتشارد بيدفورد بينيت .

## روابط خارجية
- جيلبرت باركر على موقع IMDb (الإنجليزية)
- جيلبرت باركر على موقع الموسوعة البريطانية (الإنجليزية)
- جيلبرت باركر على موقع ميوزك برينز (الإنجليزية)
- جيلبرت باركر على موقع قاعدة بيانات برودواي على الإنترنت (الإنجليزية)